# Vilaverd
Vilaverd è un comune spagnolo situato nella comunità autonoma della Catalogna.